# 1,5-ビス(ジフェニルホスフィノ)ペンタン
1,5-ビス(ジフェニルホスフィノ)ペンタン（英語: 1,5-bis(diphenylphosphino)pentane, DPPP, dpppe）は、化学式が C29H30P2 で表される有機リン化合物である。水酸化セシウムの存在下で、1,5-ジブロモペンタンとリチウムジフェニルホスフィドまたはジフェニルホスフィンを反応させることで合成できる。
ヨウ化銅(I)と反応して発光性の二核錯体の[CuIPh2P(CH2)5PPh2]2を形成する。